# Deane Montgomery

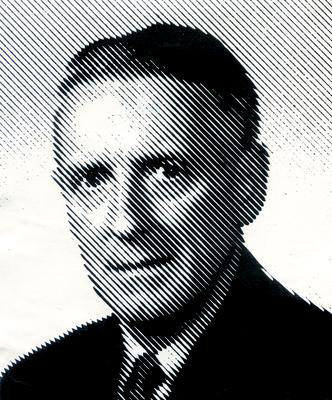
Deane Montgomery

Deane Montgomery (* 2. September 1909 in Weaver in Minnesota; † 15. März 1992 in Chapel Hill (North Carolina)) war ein US-amerikanischer Mathematiker, der sich mit Topologie, speziell topologischen Gruppen und Transformationsgruppen, beschäftigte.

## Leben
Montgomery wurde 1933 bei Edward Chittenden an der University of Iowa promoviert. 1935 bis 1946 war er am Smith College in Northampton (Massachusetts) und ab 1948 bis zu seiner Emeritierung 1980 Professor am Institute for Advanced Study, an dem er schon 1934/35, 1941/42 und 1945/46 war.
Bekannt wurde Montgomery für seine Lösung von Hilberts 5. Problem 1952 mit Leo Zippin („Small subgroups of finite dimensional groups“. Annals of Mathematics, Band 56, 1952, S. 213), der Frage, ob jede lokal euklidische topologische Gruppe eine Lie-Gruppe ist (also mit differenzierbarer Gruppenwirkung). Ab Ende der 1960er Jahre studierte er mit C. T. Yang die Gruppenwirkungen auf homotopen 7-Sphären (mit verschiedenen Differentialstrukturen).
1974 bis 1978 war er Präsident der International Mathematical Union. 1962 war er Präsident der American Mathematical Society (AMS). Er war Mitglied der National Academy of Sciences (1955), der American Academy of Arts and Sciences (1958) und der American Philosophical Society (1958). Montgomery war 1941 Guggenheim Fellow und erhielt 1988 den Leroy P. Steele Prize der AMS für sein Lebenswerk. Er war Ehrendoktor der Hamline University, der Yeshiva University und der University of Illinois. 1967 wurde er Doktor der Rechte der Tulane University.

## Schriften
- mit Leo Zippin: Topological Transformation Groups. Interscience, 1955.
- mit C. T. Yang: Free Differentiable Actions on homotopy spheres. In: Proceedings Conference on Transformation Groups. New Orleans 1967, S. 175, Springer-Verlag 1968.
- mit C. T. Yang: Differentiable pseudo-free circle actions on homotopic 7-spheres. In: Proceedings Conference on Transformation Groups. University of Massachusetts, 1971, Springer-Verlag.